# Свейн, Кенни
Кенни Свейн (англ. Kenny Swain; род. 28 января 1952, Биркенхед, Мерсисайд) — английский футболист, игравший на разных позициях.

## Карьера
Профессиональную карьеру начал в «Уиком Уондерерс» в 1973 году. Летом этого же года перешёл в лондонский «Челси». В сезоне 1976/77 Свейн помог «Челси» вернуться в первый дивизион. В 1979 году за 100 000 фунтов стерлингов перешёл в «Астон Вилла».
С «Астон Виллой» Свейн выиграл первый дивизион и Кубок европейских чемпионов. Позже Кенни выступал в «Ноттингем Форест», «Портсмут», «Вест Бромвич Альбион» и «Кру Александра».
В сезоне 1993/94 был главным тренером «Уиган Атлетик». В сезоне 1996/97 был помощником тренера в «Гримсби Таун». С 2004 по 2014 года являлся главным тренером Сборная Англии (до 16 лет) (в 2012—2013 годах был главным тренером Сборная Англии (до 17)).

### Статистика тренера
| Команда                | С              | По              | Результат | Результат | Результат | Результат | Результат |
| Команда                | С              | По              | М         | В         | Н         | П         | Побед %   |
| ---------------------- | -------------- | --------------- | --------- | --------- | --------- | --------- | --------- |
| Уиган Атлетик          | 28 мая 1993    | 2 сентября 1994 | 53        | 14        | 12        | 27        | 026,42    |
| Гримсби Таун(тренер)   | 15 ноября 1996 | 21 мая 1997     | 30        | 8         | 9         | 13        | 026,67    |
| Сборная Англии (до 16) | 7 апреля 2004  | 21 апреля 2014  | 94        | 58        | 21        | 15        | 061,70    |
| Сборная Англии (до 17) | 2 февраля 2012 | 10 августа 2013 | 11        | 6         | 4         | 1         | 054,55    |
| Итог                   | Итог           | Итог            | 188       | 86        | 46        | 56        | 045,74    |

## Достижения

### Кру Александра
- 3-е место четвёртого дивизиона Футбольной лиги: 1988/89

### Астон Вилла
- Чемпион Первого дивизиона Англии: 1980/81
- Обладатель Кубка европейских чемпионов: 1981/82